# Márino (Sochi, Krasnodar)
Márino (del ruso: Ма́рьино) es un seló del distrito de Lázarevskoye de la unidad municipal de la ciudad de Sochi del krai de Krasnodar, en el sur de Rusia. Está situado en la orilla izquierda del río Psezuapsé, 44 km al noroeste de Sochi y 127 km al sureste de Krasnodar, la capital del krai. Tenía 117 habitantes en 2010.
Pertenece al ókrug rural Kírovski.

## Historia
La localidad fue fundada en 1869.

## Transporte
A unos 17 km siguiendo el cauce del río hasta su desembocadura en la costa del mar Negro, se halla la estación de ferrocarril de Lázarevskoye en la línea Tuapsé-Sujumi de la red del ferrocarril del Cáucaso Norte y la carretera federal M27 Dzhubga-frontera abjasa.